# Villeneuve-sur-Verberie

Villeneuve-sur-Verberie este o comună în departamentul Oise, Franța. În 1 ianuarie 2022 avea o populație de 718 de locuitori.